# Индијанаполис олимпијанси
Индијанаполис олимпијанси су бивши амерички професионални кошаркашки клуб заснован у Индијанаполису, Индијана. Основани су 1949. године, а угашени су 1953. године. Овај клуб је основан као франшиза која је требала да буде део Националне кошаркашке лиге (енгл. National Basketball League, познатије под акронимом НБЛ, енгл. NBL), али пре него што су успели да одиграју свој први меч у сезони, њихова лига се придружила Кошаркашкој асоцијацији Америке (енгл. Basketball Association of America, BAA) када су они 1949. године формирали Националну кошаркашку асоцијацију (енгл. National Basketball Association, NBA), чиме су Индијанаполис олимпијанси једини клуб у новонасталој лиги који није имао претходних утакмица.

## Историја франшизе
Олимпијанси су основани 1949, заменивши Индијанаполис џетсе. Главни играчи олимпијанса су били Алекс Гроза и Ралф Бирд из универзитета Кентакија, који су били кључни доприноси 1948. године када је америчка репрезентација освојила златну медаљу у кошарци на Олимпијским играма. Чланови олимпијског тима Волас Џоунс и Клиф Баркер су такође били део олимпијанса. Џо Холанд, такође део олимпијског тима, је био део Индијанаполис тима у сезони 1952. године.
Након сезоне 1952. године, Гроза и Бирд су доживтоно суспендовани из НБА јер су признали да су током својих каријера у колеџу учествовали у намештању мечева. Олимпијанси су сезону 1953. године завршили са 28 победе и 43 пораза, након чега престају да постоје. Током четири године постојања у НБА, укупно су имали 132 победе и 137 пораза.
Индијанаполис неће имати свој тим унутар НБА лиге све до 1976. године са Индијана пејсерсима, који су иначе један од четири клуба примљена из АБА лиге.
Олимпијанси и даље држе рекорд за најдужу утакмицу свих времена унутар НБА лиге, када су 6. јануара 1951. године у мечу против Рочестер ројалса победили резултатом 75–73 након чак шест продужетака.

## Резултати по сезонама
| Сезона  | Дивизија | Пласман       | П  | Г  | Плеј-офови                                                 | Извор  |
| ------- | -------- | ------------- | -- | -- | ---------------------------------------------------------- | ------ |
| 1949–50 | Западна  | Прво место    | 39 | 25 | Изгубили у финалу дивизије, (Андерсон пекерси) 2–1         | [ 8 ]  |
| 1950–51 | Западна  | Четврто место | 31 | 37 | Изгубили у полу-финалу дивизије, (Минеаполис лејкерси) 2–1 | [ 9 ]  |
| 1951–52 | Западна  | Треће место   | 34 | 32 | Изгубили у полу-финалу дивизије, (Минеаполис лејкерси) 2–0 | [ 10 ] |
| 1952–53 | Западна  | Четврто место | 28 | 43 | Изгубили у полу-финалу дивизије, (Минеаполис лејкерси) 2–0 | [ 5 ]  |

## Знаменити личности клуба

### Играчи
- Ралф Бирд
- Алекс Гроза
- Волас Џоунс
- Пол Волтер
- Клеги Хермсен

### Тренери
- Клиф Баркер
- Воли Џоунс
- Херм Шефер

## Драфт
| Година | Лига | Играч             | Универзитет/колеџ      |
| ------ | ---- | ----------------- | ---------------------- |
| 1952   | НБА  | Џо Дин            | Лузијана Стејт         |
| 1952   | НБА  | Џеј Хандлан       | Вашингтон & Ли         |
| 1952   | НБА  | Бил Харел         | Сиена                  |
| 1952   | НБА  | Џим Ховердер      | Централни Мисури Стејт |
| 1952   | НБА  | Џин Роудс         | Западни Кентаки        |
| 1952   | НБА  | Гордон Стофер     | Мичиган Стејт          |
| 1952   | НБА  | Дејл Тофт         | Денвер                 |
| 1952   | НБА  | Скипи Витакер     | Кентаки                |
| 1952   | НБА  | Зик Заволук       | Сент Џон               |
| 1951   | НБА  | Маркус Фрејбергер | Олахома                |
| 1951   | НБА  | Скоти Стигал      | Миликин                |
| 1951   | НБА  | Глен Камејер      | Централни Мисури Стејт |
| 1951   | НБА  | Бил Тошеф         | Индиана                |
| 1951   | НБА  | Боб Пирс          | Небраска               |
| 1951   | НБА  | Марв Џонсон       | Витон                  |
| 1951   | НБА  | Тед Бич           | Илиноис                |
| 1951   | НБА  | Џорџ Кели         | Вандербилт             |
| 1950   | НБА  | Боб Лавов         | Западни Кентаки        |
| 1950   | НБА  | Пол Унрух         | Бредли                 |
| 1950   | НБА  | Чак Мразовић      | Источни Кентаки        |
| 1950   | НБА  | Џим Лајн          | Кентаки                |
| 1950   | НБА  | Сони Ален         | Морхед Стејт           |
| 1950   | НБА  | Ралф О’Брин       | Батлер                 |
| 1950   | НБА  | Леон Влевинс      | Аризона                |
| 1950   | НБА  | Џери Стутвил      | Индијана               |
| 1950   | НБА  | Џин Шмит          | Тексас                 |
| 1950   | НБА  | Колин Андерсон    | Технолошки, Џорџија    |
| 1950   | НБА  | Џими Дојл         | Батлер                 |
| 1949   | БАА  | Алекс Гроза       | Кентаки                |
| 1949   | БАА  | Лео Барнхорст     | Нотр Дам               |
| 1949   | БАА  | Мек Отен          | Боулинг Грин           |
| 1949   | БАА  | Боб Еванс         | Батлер                 |
| 1949   | БАА  | Дон Бовем         | Западни Мичиген        |
| 1949   | БАА  | Чарли Мас         | Батлер                 |
| 1949   | БАА  | Џим О’Халоран     | Нотрд Дам              |
| 1949   | БАА  | Ј. Л. Паркс       | Оклахома Стејт         |